# Amatus
Amatus je mužské křestní jméno latinského původu. Jde o mužskou variantu jména Amáta. Vykládá se jako „milovaný“. Jeho českou obdobou je jméno Miloš.
Podle českého kalendáře má svátek 25. ledna.

## Amatus v jiných jazycích
- Španělsky, portugalsky: Amado
- Italsky: Amato
- Francouzsky: Aimé
- Polsky: Amat